# Cartman hledá vyspělé kámoše
Cartman hledá vyspělé kámoše (v anglickém originále Cartman Joins NAMBLA) je pátý díl čtvrté řady amerického komediálního animovaného televizního seriálu Městečko South Park. 

## Děj
Eric se chce kamáradit se staršími lidmi, ale vždy když se seznámí přes internet s cizími staršími pány, FBI je včas zadrží. Eric se snaží najít pomoc u Dr. Mephesta, a ten ho pozve na schůzi NAMBLA (Nezřízených adorantů Marlona Brandona). Eric se ale nedorozuměním stane členem druhé NAMBLy (Nevládní asociace buzerantů z L.A.). Kenny se mezitím snaží zabránit narození sourozence. Pedofilové na počest Erica uspořádají večeři s tancem, kam chtějí i Ericovy dětské kamarády, aby je mohli sexuálně zneužít. Policie, která původně vtrhla do organizace Dr. Mephesta, nakonec hochy zachrání před znásilněním a pedofily pošle do vězení. Kennyho srazí policejní dodávka, ale Kennyho matce se narodí očekávané další dítě, a protože dítě připomíná Kennyho, rozhodnou se ho jeho rodiče pojmenovat po něm.